# Župnija Besnica
Župnija Besnica je rimskokatoliška teritorialna župnija Dekanije Kranj Nadškofije Ljubljana.

## Sakralni objekti
- Cerkev sv. Egidija, Zgornja Besnica (župnijska cerkev)
- Cerkev sv. Janeza Krstnika, Spodnja Besnica
- Cerkev sv. Primoža in Felicijana, Jamnik